# Georg von Peuerbach

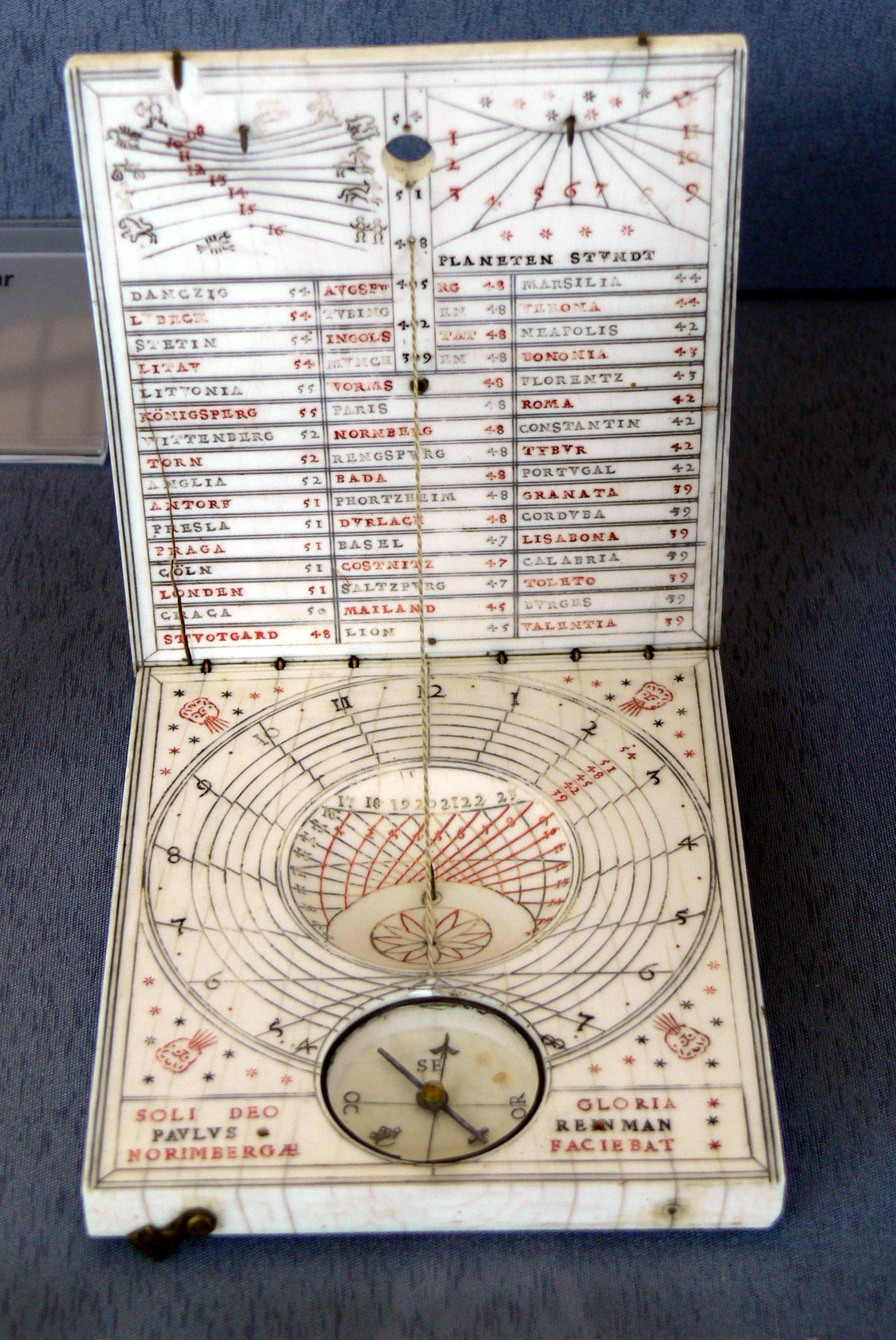
Relógio solar portátil, uma invenção de Georg Peuerbach

Georg von Peuerbach (Peuerbach, Alta Áustria, 30 de maio de 1423 — Viena, 8 de abril de 1461), de seu nome Georg Aunpekh, mas também conhecido por Johann Purbach e por Jorge Purbáquio, foi um astrónomo e professor da Universidade de Viena, considerado um dos precursores europeus da visão heliocêntrica do mundo e da cosmologia depois adoptada por Nicolau Copérnico e Johannes Kepler. Foi um dos precursores do humanismo na Europa Central, adoptando as ideias que tinham chegado a Viena com Enea Silvio Piccolomini (mais tarde eleito Papa Pio II). Primeiro professor de astronomia em Viena, construiu instrumentos de medida inovadores, tendo parte da sua obra sido traduzida para português por Pedro Nunes.

## Biografia
Nascido no pequeno povoado de Peuerbach, nos arredores de Linz, do qual tomaria o nome, Georg Aunpekh fixou-se em Viena estando matriculado na Universidade de Viena pelo menos a partir de 1446, obtendo o seu bacharelato em 1448. O seu professor de matemática foi, provavelmente, Johannes von Gmunden.
Em 1448 iniciou uma viagem de estudo pela Itália, onde em Roma foi recebido pelo cardeal Nicolau de Cusa, sob cujo patrocínio se manteve em Itália até 1451. Neste período conheceu os astrónomos Giovanni Bianchini, de Ferrara, e Paolo dal Pozzo Toscanelli, os que detectaram o talento do jovem, o que os levou convidá-lo para ensinar astronomia na Universidade de Ferrara. Contudo, decidido a regressar à Áustria, recusou essa cátedra e ainda cátedras em Bolonha e Pádua.
Em 1453 obteve o grau académico de mestre em filosofia e artes liberais (Magister artium), com a classificação de insigni cum laude, na mesma Universidade de Viena e foi contratado como o sucessor de Johannes von Gmunden. Na sua capacidade de professor ensinava filologia e os autores da Antiguidade Clássica, o que constituía a sua função oficial, mas como tutor dedicou-se especialmente ao ensino das ciências exactas. O seu discípulo mais famoso foi Johannes Müller von Königsberg, mais tarde conhecido como Regiomontanus. Aceitou também a posição de astrónomo da corte do rei Ladislau V da Hungria, para quem trabalhou durante algum tempo, e depois igual posição junto da corte do imperador Frederico III do Sacro Império Romano-Germânico.
No seu trabalho de investigação, Peuerbach foi um dos fundadores da moderna astronomia observacional e um dos introdutores da matemática na astronomia europeia. Conjugando os seus conhecimentos do latim e do grego antigo com a investigação astronómica e a matemática, percebeu as fragilidades do sistema ptolemaico e decidiu rever a tradução latina do Almagesto, a obra-prima de Ptolomeu, então em uso nas universidades europeias, onde servia como a base do ensino da astronomia. Com esse objectivo iniciou a tradução das obras de Ptolomeu, em particular do Almagesto, e a obra de Ibn al-Haytham intitulada Sobre a configuração do Mundo.
Mas ao contrário de John of Holywood, o conhecido Sacrobosco, que traduziu o Almagesto de uma tradução em árabe, Peuerbach tentou melhorar a compreensão da obra recorrendo a uma nova tradução do grego original. Auxiliado pelo seu aluno Regiomontanus, escreveu o epítome do Almagesto daí resultando uma nova teoria dos planetas, a qual serviu de partida à obra reformadora de Nicolau Copérnico.
Entre os principais contributos de Peuerbach para a ciência conta-se a preparação das tabelas trigonométricas de senos, conseguidas graças ao uso da numeração árabe que resultava em cálculos mais abreviados e eficientes do que os que seriam conseguidos com os números romanos, tendo calculado o valor do seno para cada minuto de arco para um raio de 600 000 unidades. Com esse trabalho substituiu as cordas utilizadas como unidade por Ptolomeu pelas funções trigonométricas desenvolvidas pelos matemáticos árabes, iniciando assim a transição dos cálculos astronómicos do sistema duodecimal para o sistema decimal.
As suas observações astronómicas foram executadas recorrendo a instrumentos muito simples, utilizando um fio de prumo para determinar os ângulos de elevação dos astros. Para melhorar as suas observações dedicou-se à concepção e fabrico de instrumentos de precisão inovadores, sendo creditado com a invenção de vários instrumentos científicos, entre os quais a regula, um quadrado geométrico (quadratum geometricum) usado em trigonometria, e do relógio equatorial de tipo anelar, um tipo de relógio de sol. Peuerbach é por vezes considerado como o inventor do "báculo de Jacob", uma forma simples de balestilha, mas tal não é plausível já que aquele instrumento estava em uso no século XIV, muito antes do seu nascimento. Também é autor de um relógio solar instalado em 1451 num dos contrafortes do lado sul do coro da Catedral de Santo Estêvão de Viena.
Trabalhou no Observatório de Varadinum, em Oradea (ao tempo Großwardein/Oradea/Nagyvárad), na Transilvânia, para o qual calculou as Tabula Varadiensis, um conjunto de tabelas astronómicas que tomam a longitude daquela cidade como primeiro meridiano da Terra. A elaboração dessas tabelas astronómicas resultaram dos trabalhos de comparação da posição dos astros com as predições das Tabelas Afonsinas feitas utilizando tempos siderais obtidos pela observação cuidadosa de algumas estrelas. A partir dessas observações foram calculados termos de correcção, com os quais Peuerbach pretendia produzir novas tabelas. A sua morte prematura impediu a conclusão do trabalho, mas em 1510 o astrónomo Johannes Engel retomou o trabalho e utilizou os dados no seu Almanach novum atque correctum. Os termos de correcção derivam de uma teoria planetária desenvolvida pelo astrónomo sírio Ibn al-Shatir (1304–1375), embora se desconheça a forma como esses conhecimentos chegaram a Viena. Nicolau Copérnico, que conhecia o almanaque de Johannes Engel, utilizou na sua obra Commentariolus um desenvolvimento matemático também derivado da teoria de Ibn al-Shatir.
Entre as obras de Peuerbach destaca-se a Theoricæ novæ planetarum, obra que serviu de manual nos cursos sobre a teoria planetária nas universidades europeias até ser substituído pelos trabalhos de Nicolau Copérnico e que se destacaria nos séculos imediatos como um dos tratados sobre o sistema ptolemaico mais confiáveis e citados. O livro faz uma introdução sistemática à obra de Ptolomeu conhecida na actualidade por Almagesto, até então apenas disponível através de traduções árabes. Na sequência dessa tradução, propôs um projecto ambicioso para traduzir a grande obra de Ptolomeu a partir do original grego. Com esse objectivo obteve em 1460 um convite do cardeal Basílio Bessarion, que então visitou Viena como enviado papal, para se deslocar a Roma e consultar as obras de Ptolomeu guardadas nas bibliotecas do Vaticano. Aceitou o convite na condição de ter consigo o seu discípulo Regiomontanus, mas não pôde concretizar o desiderato por causa de sua morte precoce. Após a morte de Peuerbach, Regiomontanus foi a Roma e completou o trabalho do seu mestre.
Esta Theoricæ novæ contém uma análise prudente e detalhada dos modelos planetários de Ptolomeu e das suas representações gráficas e matemáticas. O livro de Peuerbach foi de grande importância, pois os seus modelos permaneceram como a descrição física canónica da estrutura dos céus até que Tycho Brahe negou a existência de esferas sólidas e Nicolau Copérnico introduziu uma nova visão do movimento dos astros.
Na cidade de Linz foi atribuído o nome de Georg von Peuerbach a uma das escolas secundárias da cidade, o Georg von Peuerbach Gymnasium. Peuerbach é também lembrado na cartografia lunar, onde foi dado o seu nome a uma das crateras da Lua, a cratera lunar Purbach. A comunidade astronómica homenageou Peuerbach com o asteroide (9119) Georgpeuerbach.

## Publicações
São conhecidas vinte obras da autoria de Georg von Peuerbach, entre as quais as seguintes:
- Tabulæ eclypsium super meridiano Viennensi (2.ª ed., Viena, 1514);
- Quadratum goemetricum meridiano (Nuremberga, 1516);
- Nova tabula sinus de decem minutis in decem per multas, etc., completado por Regiomontanus (Nuremberga, 1541).
- Epitome in CL. Ptolemaei magnam compositionem, continens propositiones & annotationes, quibus totum Almagestum, quod sua difficultate etiam doctiorem ingenioque praestantiore lectorem deterrere consueverat, dilucida & brevi doctrina ita declaratur & exponitur ut mediocri quoque indole & eruditione praediti sine negotio intelligere possint. 1496 (obra publicada com a colaboração de Johannes Müller von Königsberg), Basileia, Heinrich Petri, 1543.
- Theoricæ novæ planetarum, id est septem errantium siderum nec non octavi seu firmamenti …, a Petro Apiano … redactae, & erudities figuris illustratae. Marchione Sessa, 1545. Wittenberg, Lehmann 1601.